# Delapparentia
Delapparentia là một chi khủng long, được Ruíz-Omeñaca mô tả khoa học năm 2011.